# Giosuè Giuppone
Giosuè Giuppone (Agnona Sesia, 29 settembre 1878 – Wirwignes, 16 settembre 1910) è stato un pistard, pilota motociclistico e pilota automobilistico italiano.

## Biografia
La carriera sportiva di Giuppone iniziò nel ciclismo, disciplina in cui ottenne due vittorie al Campionato italiano di mezzofondo su pista, nel 1903 e nel 1904.
Trasferitosi in Francia e passato al motociclismo, gareggiò al Tourist Trophy, divenendo il secondo pilota italiano a prendere parte a tale evento. Passato alle automobili, Giuppone divenne pilota ufficiale Peugeot, vincendo la Coupe des Voiturettes nel 1909, la Coppa Vetturette a Torino e il Circuito delle Madonie nel 1908.
L'incidente che gli costò la vita avvenne durante le prove della Coupe des Voiturettes del 1910: un ciclista attraversò la strada mentre la vettura di Giuppone stava sopraggiungendo a forte velocità. Nel tentativo di evitarlo, il pilota italiano compì una brusca sterzata, che causò il cappottamento della sua Peugeot. Rimasto schiacciato dalla sua vettura, Giuppone morì sul colpo, mentre il suo meccanico rimase leggermente ferito. Sul luogo dell'incidente è stato eretto un monumento alla memoria del pilota.
Giosuè Giuppone era cugino dei ciclisti Stefano e Serafino Giuppone.

## Palmarès - ciclismo
- 1903

Campionati italiani, Mezzofondo
- 1904

Campionati italiani, Mezzofondo